# 新田 (市川市)
新田（しんでん）は千葉県市川市の地名。現行行政地名は新田一丁目から五丁目。郵便番号は272-0035。

## 地理
市川市北部に位置する。主に住宅地として利用され、一部は市川駅に近接する。北部に国道14号（千葉街道）、JR総武線、北端に隣接して京成本線が通る。北部は大正年間に松の自然林を生かした邸宅街として開発されている。歌手守屋浩、日本モータースポーツ創生期のレーシングドライバー浮谷東次郎の出身地である。また、歌手さだまさしが住んだことで知られる。
一丁目に近接して京成本線市川真間駅、二丁目に市川新田郵便局、四丁目に市立宮田小学校、四丁目に近接してJR総武線市川駅、五丁目に近接して京成本線菅野駅が置かれている。
東は平田、大和田、西は市川、市川南、南は大洲、北は菅野・真間と接している。

### 地価
住宅地の地価は、2014年（平成26年）1月1日の公示地価によれば、新田2-28-14の地点で28万円/m2となっている。

## 歴史

### 地名の由来
従前の地名、市川新田より市川を取り｢新田｣とした。

### 沿革
- 1869年（明治2年） - 葛飾県葛飾郡市川新田となる。
- 1871年（明治4年） - 廃藩置県、県の統合により印旛県葛飾郡市川新田となる。
- 1873年（明治6年） - 県の統合及び、郡の分割により千葉県東葛飾郡市川新田となる。
- 1889年（明治22年） - 東葛飾郡市川村、国府台村、真間村、平田村と合併し、東葛飾郡市川町大字市川新田となる。
- 1934年（昭和9年）11月3日 - 八幡町、中山町、国分村と合併、市制施行。市川市大字市川新田となる。
- 1945年（昭和20年）2月25日 - アメリカ軍による市川市内最大規模の空襲。新田地域と中山法華経寺門前に焼夷弾が着弾して、70戸余りの家屋が全焼[6]。
- 1951年（昭和26年）12月1日 - 市内の大字を町に変更。それに伴い、市川市市川新田町一丁目 - 四丁目となる。
- 1967年（昭和42年）2月1日 - 新田町の一部で住居表示施行、市川市新田となる。
- 1968年（昭和43年）2月1日 - 新田町の残部で住居表示施行。現在の市川市新田一丁目 - 五丁目となる。

## 町名の変遷
| 実施後     | 実施年月日     | 実施前（各町名ともその一部） |
| ---------- | -------------- | ---------------------------- |
| 新田一丁目 | 昭和43年2月1日 | 市川新田町                   |
| 新田二丁目 | 昭和43年2月1日 | 市川新田町                   |
| 新田三丁目 | 昭和43年2月1日 | 市川新田町                   |
| 新田四丁目 | 昭和43年2月1日 | 市川新田町                   |
| 新田五丁目 | 昭和43年2月1日 | 市川新田町                   |

## 世帯数と人口
2017年（平成29年）9月30日現在の世帯数と人口は以下の通りである。
| 丁目       | 世帯数    | 人口     |
| ---------- | --------- | -------- |
| 新田一丁目 | 911世帯   | 1,783人  |
| 新田二丁目 | 2,059世帯 | 3,675人  |
| 新田三丁目 | 1,873世帯 | 3,784人  |
| 新田四丁目 | 1,431世帯 | 2,468人  |
| 新田五丁目 | 1,301世帯 | 2,153人  |
| 計         | 7,575世帯 | 13,863人 |

## 小・中学校の学区
市立小・中学校に通う場合、学区は以下の通りとなる。
| 丁目       | 番地              | 小学校             | 中学校             |
| ---------- | ----------------- | ------------------ | ------------------ |
| 新田一丁目 | 全域              | 市川市立市川小学校 | 市川市立第一中学校 |
| 新田二丁目 | 1～19番           | 市川市立平田小学校 | 市川市立第八中学校 |
| 新田二丁目 | 20～33番          | 市川市立宮田小学校 | 市川市立大洲中学校 |
| 新田三丁目 | 3～6番            | 市川市立鶴指小学校 | 市川市立第八中学校 |
| 新田三丁目 | 7～10番 13～16番  | 市川市立平田小学校 | 市川市立第八中学校 |
| 新田三丁目 | 11～12番 17～18番 | 市川市立大洲小学校 | 市川市立大洲中学校 |
| 新田三丁目 | 19～27番          | 市川市立宮田小学校 | 市川市立大洲中学校 |
| 新田四丁目 | 全域              | 市川市立宮田小学校 | 市川市立大洲中学校 |
| 新田五丁目 | 全域              | 市川市立市川小学校 | 市川市立第一中学校 |

## 施設
- 市川市立宮田小学校
- 市川市立新田保育園
- 市川市立新田第二保育園
- ぽんて保育園
- 共立幼稚園
- 市川新田郵便局